# Yassin Boutemmani

a Compétitions nationales et continentales officielles uniquement.

b Matchs officiels uniquement.
Dernière mise à jour le 19 juillet 2025.
Yassin Boutemmani (en arabe : ياسين بوتماني), né le 12 juillet 1990 à L'Isle-d'Espagnac, est un joueur international algérien de rugby à XV qui évolue au poste de pilier au sein de l'effectif du Soyaux Angoulême XV Charente. Il mesure 1,77 m pour 116 kg.

## Biographie

### Formation
Yassin Boutemmani est originaire du quartier du Champ de Manœuvre à Soyaux en France. Il est né de parents algériens et possède la double nationalité franco-algérienne. Il est repéré en octobre 1999 par le rugbyman Denis Gibert et participe à une journée de détection du club local, le RC Soyaux. À l'âge de 16 ans, il rejoint les cadets du Stade rochelais pendant trois ans avant de passer la saison 2009-2010 chez les Reichels du CA Bordeaux Bègles,.
Quelques semaines après un match contre les jeunes du Stade toulousain, il est contacté par le centre de formation haut-garonnais et signe alors un contrat espoir de deux ans.

### Débuts professionnels
Après un premier match amical joué parmi l'équipe professionnelle du Stade toulousain contre l'USA Perpignan, il joue ses premiers matchs de Top 14 pendant la coupe du monde 2011, et participe brièvement à une rencontre de H Cup. En participant à ces rencontres, il est ainsi sacré champion de France à l'issue de la saison 2011-2012. Après ces deux années toulousaines, il reste en Top 14 et signe avec l'Union Bordeaux Bègles.
Rompant son contrat avec l'UBB, il rejoint une saison plus tard la Pro D2 et l'US Dax, pour une saison plus une optionnelle.

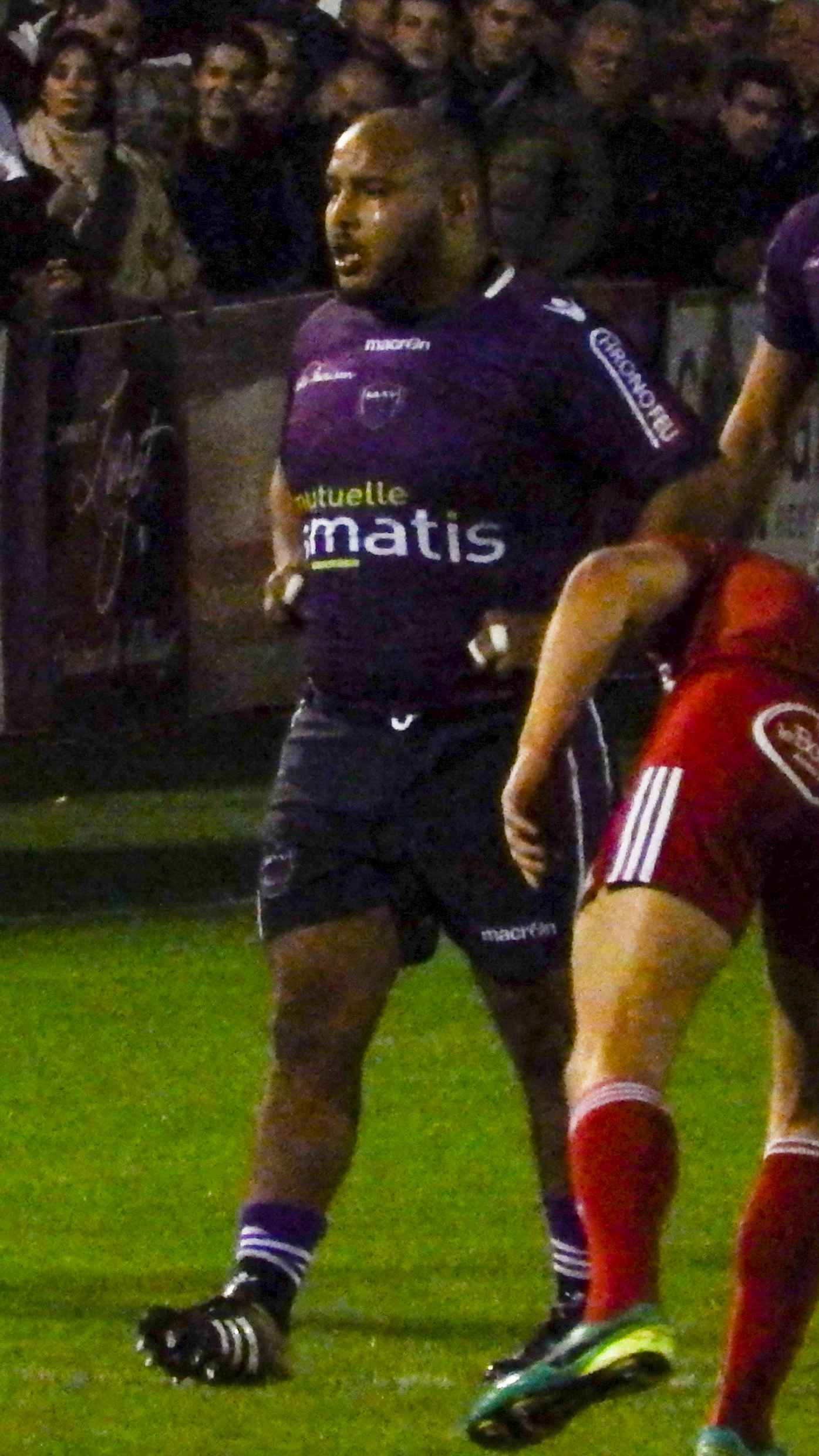
Formé au RC Soyaux, Boutemmani porte plus tard le maillot du Soyaux Angoulême XV au niveau professionnel, ici en 10 2016.

Non conservé, il retrouve en 2014 son club formateur en Fédérale 1, alors fusionné au sein du Soyaux Angoulême XV, champion de Fédérale 2 en titre. Boutemmani accède à nouveau à la Pro D2 avec son club de Soyaux Angoulême deux ans plus tard.
Alors qu'il a disputé la majorité des matchs de la phase aller de la saison 2016-2017, et après de premiers contacts avec le Stade montois, son transfert pour la saison à venir à l'USA Perpignan avec un contrat de trois ans est annoncé en décembre 2016. S'il préfère évoluer du côté droit de la première ligne, il est capable d'occuper autant les postes de pilier gauche et droit.

### Premières sélections internationales et deuxième retour à Soyaux Angoulême
Au terme de son contrat avec le club catalan qui l'a amené à jouer en Top 14 pendant une année, Boutemmani rejoint l'US Montauban lors de l'intersaison 2020. Recruté par Florian Ninard, il est peu utilisé après le limogeage de ce dernier en seconde moitié de saison 2021-2022 et n'entre plus dans les plans de jeu des entraîneurs montalbanais ; son contrat dans le Tarn-et-Garonne expire par ailleurs à la fin de la saison.
Boutemmani honore alors sa première cape internationale avec l'équipe d'Algérie le 19 mars 2022 lors d'un test-match contre la Côte d'Ivoire, à Toulouse en France. Le XV aux deux Lions s'impose sur le score de 37 à 13.
Il est par la suite prêté avec effet immédiat au début du mois d'avril à son ancien club, le Soyaux Angoulême XV, évoluant alors en Nationale ; il contribue à la remontée du club charentais en Pro D2.
Il est rappelé à l'intersaison 2022 par la sélection algérienne afin de disputer la phase finale de la Coupe d'Afrique, faisant office de tournoi qualificatif de la zone Afrique pour la Coupe du monde 2023. Titulaire le 2 juillet au poste de pilier gauche contre le Sénégal pour le premier match des phases finales de la Coupe d'Afrique, victoire 35 à 12, il est de nouveau titulaire pour la demi-finale contre le Kenya le 6 juillet, défaite 36 à 33.
Pour sa première participation à la Coupe d'Afrique, l'Algérie termine 3e.
À la suite du tournoi, Yassin Boutemmani a lancé un appel aux joueurs binationaux : « Aidez-nous! Ceux qui jouent en Top 14, en Pro D2, n'hésitez pas, venez ! Des Mohamed Haouas, il y en a pas 200. C'est une noble cause, vous allez faire avancer les valeurs du rugby dans un pays comme l'Algérie, qui est jeune ».
Après le tournoi, alors qu'il est libre de contrat en club après son prêt en Charente, le club de Soyaux Angoulême lui fait un signer un contrat de trois saisons. Il prolonge à nouveau à l'intersaison 2025.

## Statistiques en équipe nationale
Yassin Boutemmani compte 9 cape en équipe d'Algérie depuis 2022.
- Sélections par année : 3 en 2022, 3 en 2024 et 3 en 2025.

## Palmarès

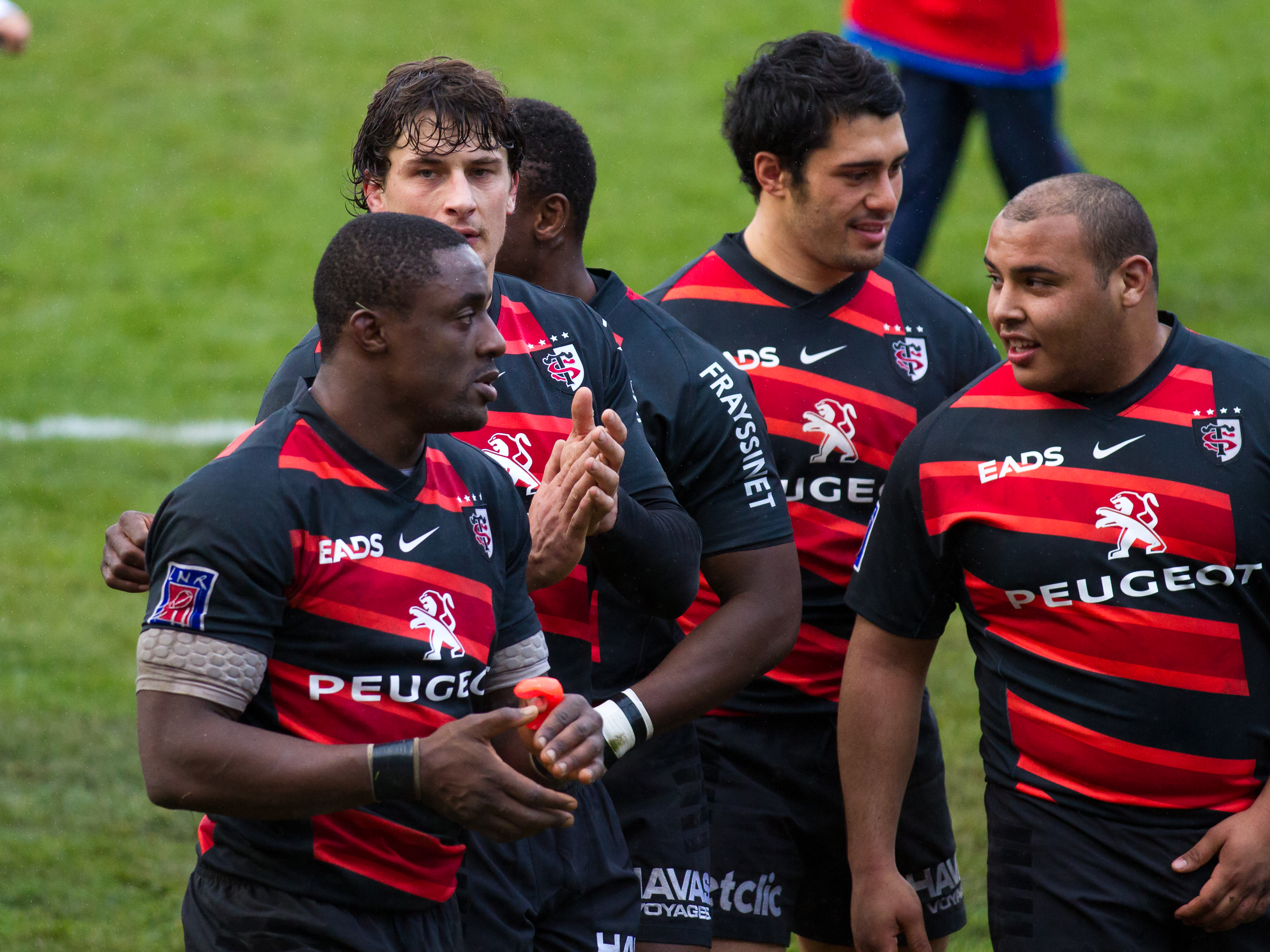
Yassin Boutemmani, ici à droite, dispute plusieurs rencontres avec l'effectif professionnel du Stade toulousain lors de la saison 2011-2012.

- Championnat de France de rugby à XV :
  - Champion : 2012 avec le Stade toulousain[note 2].
- Championnat de France de rugby à XV de 2e division :
  - Champion : 2018 avec l'USA Perpignan.